# Rassie Erasmus
Johan C. Erasmus, detto Rassie (Port Elizabeth, 5 novembre 1972), è un ex rugbista a 15 e allenatore di rugby a 15 sudafricano, che giocava nel ruolo di terza linea. Ha vinto la Coppa del Mondo di rugby 2019 come tecnico degli Springboks. Attualmente ricopre il ruolo di Director of Rugby del Sudafrica.

## Biografia
Professionista dal 1996 nelle file degli Stormers, esordì negli Springboks in occasione del tour dei British Lions del 1997 in Sudafrica e si impose quasi subito come titolare fisso, tanto da prender parte pure al successivo tour europeo di fine anno.
Selezionato per la Coppa del Mondo di rugby 1999 nel Regno Unito raggiunse il terzo posto finale e terminò la carriera internazionale nel 2001 con una vittoria contro la Francia a Durban collezionando un totale di 36 incontri e 7 mete.
Dopo il ritiro Erasmus fu il primo allenatore della neoistituita franchise professionistica di Super Rugby dei Central Cheetahs nel 2006, ma un anno più tardi fu rimpiazzato nel ruolo da Naka Drotské per via dei risultati non incoraggianti della squadra; tuttavia nel luglio dello stesso anno fu ingaggiato come tecnico dagli Stormers.
Nel 2016 fu ingaggiato dalla franchigia irlandese di Munster impegnata nel campionato Pro12 in qualità di Director of Rugby.
All'inizio di marzo del 2018 la federazione sudafricana ha annunciato l'ingaggio di Erasmus quale successore di Allister Coetzee in qualità di tecnico della nazionale maggiore con un contratto fino alla fine della Coppa del Mondo del 2023.

## Palmarès

### Allenatore
- Coppe del mondo: 1
Sudafrica 2019